# Waldo A. Evans
Waldo A. Evans, ameriški pomorski častnik, * 1869, † 15. april 1936.
Evans je bil kapitan Vojne mornarice ZDA in guverner Ameriške Samoe med letoma 1920 in 1922 ter guverner Ameriških Deviških otokov med letoma 1927 in 1931.